# Coupe du monde de VTT 2014
Navigation
2013 2015
La Coupe du monde de VTT 2014 est la 24e édition de la Coupe du monde de VTT. Cette édition comprend trois disciplines : cross-country, cross-country eliminator (XCE) et descente. Chaque discipline comporte 7 manches sauf le XCE avec seulement 6 manches. C'est 1 manche de plus pour chaque discipline par rapport à la coupe du monde de VTT 2013,.
Les épreuves cross-country pour les juniors disparaissent, le niveau des participants étant trop inégal, en particulier pour les manches non européennes, et la participation trop faible.
C'est la dernière coupe du monde à comporter une épreuve de XCE, l'UCI ayant décidé l'arrêt de cette discipline en 2015. Lors de la dernière manche à Méribel, la coupe du monde est endeuillée par la mort de la coureuse néerlandaise Anne-Fleur Kalvenhaar, à la suite d'une chute lors de la qualification du XCE.

## Cross-country

### Hommes

#### Élites
| # | Date     | Lieu              | Vainqueur       | Deuxième          | Troisième        | Leader du général |
| - | -------- | ----------------- | --------------- | ----------------- | ---------------- | ----------------- |
| 1 | 13 avril | Pietermaritzburg, | Julien Absalon  | Manuel Fumic      | Maxime Marotte   | Julien Absalon    |
| 1 | 13 avril | Pietermaritzburg, | 1 h 38 min 05 s | + 34 s            | + 54 s           | Julien Absalon    |
| 2 | 27 avril | Cairns,           | Julien Absalon  | Mathias Flückiger | Maxime Marotte   | Julien Absalon    |
| 2 | 27 avril | Cairns,           | 1 h 38 min 22 s | + 16 s            | + 24 s           | Julien Absalon    |
| 3 | 25 mai   | Nove Mesto,       | Nino Schurter   | Stéphane Tempier  | Moritz Milatz    | Julien Absalon    |
| 3 | 25 mai   | Nove Mesto,       | 1 h 28 min 33 s | + 8 s             | + 14 s           | Julien Absalon    |
| 4 | 1er juin | Albstadt,         | Julien Absalon  | Nino Schurter     | Stéphane Tempier | Julien Absalon    |
| 4 | 1er juin | Albstadt,         | 1 h 29 min 24 s | + 1 min 19 s      | + 1 min 24 s     | Julien Absalon    |
| 5 | 3 août   | Mont-Sainte-Anne, | Nino Schurter   | Julien Absalon    | Daniel McConnell | Julien Absalon    |
| 5 | 3 août   | Mont-Sainte-Anne, | 1 h 38 min 15 s | + 16 s            | + 1 min 27 s     | Julien Absalon    |
| 6 | 10 août  | Windham           | Nino Schurter   | Julien Absalon    | Lukas Flückiger  | Julien Absalon    |
| 6 | 10 août  | Windham           | 1 h 40 min 58 s | + 6 s             | + 16 s           | Julien Absalon    |
| 7 | 24 août  | Méribel,          | Nino Schurter   | Julien Absalon    | Manuel Fumic     | Julien Absalon    |
| 7 | 24 août  | Méribel,          | 1 h 30 min 06 s | + 13 s            | + 37 s           | Julien Absalon    |

| Pos | Coureur              | Pts  |
| --- | -------------------- | ---- |
| 1.  | Julien Absalon       | 1490 |
| 2.  | Nino Schurter        | 1330 |
| 3.  | Daniel McConnell     | 970  |
| 4.  | Manuel Fumic         | 856  |
| 5.  | Stéphane Tempier     | 785  |
| 6.  | Mathias Flückiger    | 785  |
| 7.  | José Antonio Hermida | 767  |
| 8.  | Lukas Flückiger      | 709  |
| 9.  | Sergio Mantecón      | 683  |
| 10. | Maxime Marotte       | 668  |

#### Espoirs
| # | Date     | Lieu             | Vainqueur               | Deuxième                | Troisième               | Leader du général |
| - | -------- | ---------------- | ----------------------- | ----------------------- | ----------------------- | ----------------- |
| 1 | 13 avril | Pietermaritzburg | Jordan Sarrou           | Michiel van der Heijden | Grant Ferguson          | Jordan Sarrou     |
| 2 | 27 avril | Cairns           | Victor Koretzky         | Jordan Sarrou           | Michiel van der Heijden | Jordan Sarrou     |
| 3 | 25 mai   | Nove Mesto       | Jordan Sarrou           | Michiel van der Heijden | Samuel Gaze             | Jordan Sarrou     |
| 4 | 1er juin | Albstadt         | Jordan Sarrou           | Michiel van der Heijden | Howard Grotts           | Jordan Sarrou     |
| 5 | 3 août   | Mont-Sainte-Anne | Michiel van der Heijden | Jordan Sarrou           | Julien Trarieux         | Jordan Sarrou     |
| 6 | 10 août  | Windham          | Jordan Sarrou           | Anton Cooper            | Grant Ferguson          | Jordan Sarrou     |
| 7 | 24 août  | Méribel          | Jordan Sarrou           | Grant Ferguson          | Michiel van der Heijden | Jordan Sarrou     |

| Pos | Coureur                 | Pts |
| --- | ----------------------- | --- |
| 1   | Jordan Sarrou           | 570 |
| 2   | Michiel van der Heijden | 480 |
| 3   | Victor Koretzky         | 301 |
| 4   | Grant Ferguson          | 214 |
| 5   | Howard Grotts           | 197 |
| 6   | Pablo Rodriguez         | 193 |
| 7   | Julien Trarieux         | 188 |
| 8   | Anton Cooper            | 162 |
| 9   | Samuel Gaze             | 138 |
| 10  | Keegan Swenson          | 122 |

### Femmes

#### Élites
| # | Date     | Lieu             | Vainqueur              | Deuxième               | Troisième              | Leader du général |
| - | -------- | ---------------- | ---------------------- | ---------------------- | ---------------------- | ----------------- |
| 1 | 13 avril | Pietermaritzburg | Jolanda Neff           | Gunn-Rita Dahle Flesjå | Maja Włoszczowska      | Jolanda Neff      |
| 1 | 13 avril | Pietermaritzburg | 1 h 38 min 00 s        | + 25 s                 | + 1 min 00 s           | Jolanda Neff      |
| 2 | 27 avril | Cairns           | Eva Lechner            | Emily Batty            | Irina Kalentieva       | Jolanda Neff      |
| 2 | 27 avril | Cairns           | 1 h 38 min 48 s        | + 52 s                 | + 1 min 07 s           | Jolanda Neff      |
| 3 | 25 mai   | Nove Mesto       | Pauline Ferrand-Prévot | Catharine Pendrel      | Gunn-Rita Dahle Flesjå | Jolanda Neff      |
| 3 | 25 mai   | Nove Mesto       | 1 h 26 min 50 s        | + 2 min 50 s           | + 3 min 30 s           | Jolanda Neff      |
| 4 | 1er juin | Albstadt         | Pauline Ferrand-Prévot | Gunn-Rita Dahle Flesjå | Jolanda Neff           | Jolanda Neff      |
| 4 | 1er juin | Albstadt         | 1 h 30 min 59 s        | + 2 min 59 s           | + 3 min 19 s           | Jolanda Neff      |
| 5 | 3 août   | Mont-Sainte-Anne | Jolanda Neff           | Catharine Pendrel      | Kateřina Nash          | Jolanda Neff      |
| 5 | 3 août   | Mont-Sainte-Anne | 1 h 43 min 03 s        | + 1 min 03 s           | + 1 min 34 s           | Jolanda Neff      |
| 6 | 10 août  | Windham          | Catharine Pendrel      | Tanja Žakelj           | Annika Langvad         | Jolanda Neff      |
| 6 | 10 août  | Windham          | 1 h 25 min 47 s        | + 29 s                 | + 32 s                 | Jolanda Neff      |
| 7 | 24 août  | Méribel          | Jolanda Neff           | Gunn-Rita Dahle Flesjå | Pauline Ferrand-Prévot | Jolanda Neff      |
| 7 | 24 août  | Méribel          | 1 h 36 min 19 s        | + 14 s                 | + 54 s                 | Jolanda Neff      |

| Pos | Coureuse               | Pts  |
| --- | ---------------------- | ---- |
| 1.  | Jolanda Neff           | 1300 |
| 2.  | Catharine Pendrel      | 940  |
| 3.  | Tanja Žakelj           | 856  |
| 4.  | Emily Batty            | 830  |
| 5.  | Maja Włoszczowska      | 788  |
| 6.  | Gunn-Rita Dahle Flesjå | 760  |
| 7.  | Sabine Spitz           | 758  |
| 8.  | Annika Langvad         | 750  |
| 9.  | Irina Kalentieva       | 720  |
| 10. | Pauline Ferrand-Prévot | 660  |

#### Espoirs
| # | Date     | Lieu             | Vainqueur        | Deuxième         | Troisième         | Leader du général |
| - | -------- | ---------------- | ---------------- | ---------------- | ----------------- | ----------------- |
| 1 | 13 avril | Pietermaritzburg | Jenny Rissveds   | Perrine Clauzel  | Lisa Rabensteiner | Jenny Rissveds    |
| 2 | 27 avril | Cairns           | Helen Grobert    | Jenny Rissveds   | Jovana Crnogorac  | Jenny Rissveds    |
| 3 | 25 mai   | Nove Mesto       | Margot Moschetti | Yana Belomoyna   | Lisa Rabensteiner | Helen Grobert     |
| 4 | 1er juin | Albstadt         | Margot Moschetti | Yana Belomoyna   | Lisa Rabensteiner | Jenny Rissveds    |
| 5 | 3 août   | Mont-Sainte-Anne | Yana Belomoyna   | Margot Moschetti | Jenny Rissveds    | Jenny Rissveds    |
| 6 | 10 août  | Windham          | Margot Moschetti | Yana Belomoyna   | Jovana Crnogorac  | Margot Moschetti  |
| 7 | 24 août  | Méribel          | Helen Grobert    | Yana Belomoyna   | Linda Indergand   | Yana Belomoyna    |

| Pos | Coureuse          | Pts |
| --- | ----------------- | --- |
| 1   | Yana Belomoyna    | 400 |
| 2   | Helen Grobert     | 394 |
| 3   | Jenny Rissveds    | 377 |
| 4   | Margot Moschetti  | 375 |
| 5   | Jovana Crnogorac  | 259 |
| 6   | Lisa Rabensteiner | 259 |
| 7   | Perrine Clauzel   | 207 |
| 8   | Kate Courtney     | 175 |
| 9   | Linda Indergand   | 133 |
| 10  | Lisa Mitterbauer  | 124 |

## Descente

### Hommes

#### Élites
| # | Date     | Lieu             | Vainqueur      | Deuxième         | Troisième      | Leader du général |
| - | -------- | ---------------- | -------------- | ---------------- | -------------- | ----------------- |
| 1 | 12 avril | Pietermaritzburg | Aaron Gwin     | Michael Hannah   | Greg Minnaar   | Aaron Gwin        |
| 2 | 27 avril | Cairns           | Gee Atherton   | Josh Bryceland   | Neko Mulally   | Aaron Gwin        |
| 3 | 8 juin   | Fort William     | Troy Brosnan   | Samuel Hill      | Danny Hart     | Aaron Gwin        |
| 4 | 15 juin  | Leogang          | Josh Bryceland | Greg Minnaar     | Troy Brosnan   | Troy Brosnan      |
| 5 | 3 août   | Mont-Sainte-Anne | Samuel Hill    | Josh Bryceland   | Danny Hart     | Troy Brosnan      |
| 6 | 10 août  | Windham          | Josh Bryceland | Aaron Gwin       | Troy Brosnan   | Josh Bryceland    |
| 7 | 23 août  | Méribel          | Samuel Hill    | Matthew Simmonds | Josh Bryceland | Josh Bryceland    |

| Pos | Coureur           | Pts  |
| --- | ----------------- | ---- |
| 1.  | Josh Bryceland    | 1187 |
| 2.  | Aaron Gwin        | 1038 |
| 3.  | Troy Brosnan      | 1025 |
| 4.  | Samuel Hill       | 1024 |
| 5.  | Gee Atherton      | 813  |
| 6.  | Matthew Simmonds  | 745  |
| 7.  | Greg Minnaar      | 742  |
| 8.  | Danny Hart        | 718  |
| 9.  | Samuel Blenkinsop | 703  |
| 10. | Loïc Bruni        | 669  |

#### Juniors
| # | Date     | Lieu             | Vainqueur      | Deuxième         | Troisième         | Leader du général |
| - | -------- | ---------------- | -------------- | ---------------- | ----------------- | ----------------- |
| 1 | 12 avril | Pietermaritzburg | Luca Shaw      | Loris Vergier    | Amaury Pierron    | Luca Shaw         |
| 2 | 27 avril | Cairns           | Loris Vergier  | Aiden Varley     | Neil Stewart      | Loris Vergier     |
| 3 | 8 juin   | Fort William     | Martin Maes    | Loris Vergier    | Alex Marin Trillo | Loris Vergier     |
| 4 | 15 juin  | Leogang          | Amaury Pierron | Taylor Vernon    | Luca Shaw         | Loris Vergier     |
| 5 | 3 août   | Mont-Sainte-Anne | Luca Shaw      | Jack Iles        | Loris Vergier     | Luca Shaw         |
| 6 | 10 août  | Windham          | Taylor Vernon  | Luca Shaw        | Loris Vergier     | Luca Shaw         |
| 7 | 24 août  | Méribel          | Loris Vergier  | Laurie Greenland | Taylor Vernon     | Loris Vergier     |

| Pos | Coureur        | Pts |
| --- | -------------- | --- |
| 1   | Loris Vergier  | 260 |
| 2   | Luca Shaw      | 234 |
| 3   | Taylor Vernon  | 211 |
| 4   | Amaury Pierron | 90  |
| 5   | Jack Iles      | 82  |

### Femmes
| # | Date     | Lieu             | Vainqueur       | Deuxième        | Troisième       | Leader du général               |
| - | -------- | ---------------- | --------------- | --------------- | --------------- | ------------------------------- |
| 1 | 12 avril | Pietermaritzburg | Manon Carpenter | Rachel Atherton | Jill Kintner    | Manon Carpenter                 |
| 2 | 27 avril | Cairns           | Rachel Atherton | Manon Carpenter | Myriam Nicole   | Manon Carpenter Rachel Atherton |
| 3 | 8 juin   | Fort William     | Emmeline Ragot  | Myriam Nicole   | Tracey Hannah   | Manon Carpenter                 |
| 4 | 15 juin  | Leogang          | Manon Carpenter | Rachel Atherton | Myriam Nicole   | Manon Carpenter                 |
| 5 | 3 août   | Mont-Sainte-Anne | Manon Carpenter | Rachel Atherton | Emmeline Ragot  | Manon Carpenter                 |
| 6 | 10 août  | Windham          | Emmeline Ragot  | Rachel Atherton | Tracey Hannah   | Manon Carpenter                 |
| 7 | 23 août  | Méribel          | Rachel Atherton | Emmeline Ragot  | Manon Carpenter | Manon Carpenter                 |

| Pos | Coureuse        | Pts  |
| --- | --------------- | ---- |
| 1.  | Manon Carpenter | 1360 |
| 2.  | Rachel Atherton | 1310 |
| 3.  | Emmeline Ragot  | 1300 |
| 4.  | Tracey Hannah   | 942  |
| 5.  | Tahnée Seagrave | 745  |
| 6.  | Myriam Nicole   | 662  |
| 7.  | Jill Kintner    | 625  |
| 8.  | Fionn Griffiths | 525  |
| 8.  | Morgane Charre  | 513  |
| 10. | Micayla Gatto   | 399  |

## Cross-country eliminator

### Hommes
| # | Date     | Lieu             | Vainqueur           | Deuxième            | Troisième          | Leader du général  |
| - | -------- | ---------------- | ------------------- | ------------------- | ------------------ | ------------------ |
| 1 | 26 avril | Cairns           | Samuel Gaze         | Daniel Federspiel   | Paul van der Ploeg | Samuel Gaze        |
| 2 | 24 mai   | Nove Mesto       | Miha Halzer         | Daniel Federspiel   | Paul van der Ploeg | Daniel Federspiel  |
| 3 | 30 mai   | Albstadt         | Fabrice Mels        | Paul van der Ploeg  | Patrick Lüthi      | Paul van der Ploeg |
| 4 | 2 août   | Mont-Sainte-Anne | Simon Gegenheimer   | Catriel Andres Soto | Fabrice Mels       | Fabrice Mels       |
| 5 | 9 août   | Windham          | Catriel Andres Soto | Simon Gegenheimer   | Fabrice Mels       | Fabrice Mels       |
| 6 | 23 août  | Méribel          | Fabrice Mels        | Simon Gegenheimer   | Kévin Miquel       | Fabrice Mels       |

| Pos | Coureur             | Pts |
| --- | ------------------- | --- |
| 1.  | Fabrice Mels        | 217 |
| 2.  | Simon Gegenheimer   | 164 |
| 3.  | Daniel Federspiel   | 150 |
| 4.  | Paul van der Ploeg  | 150 |
| 5.  | Catriel Andrés Soto | 139 |
| 6.  | Emil Lindgren       | 87  |
| 7.  | Samuel Gaze         | 64  |
| 8.  | Miha Halzer         | 63  |
| 9.  | Marcel Wildhaber    | 50  |
| 10. | Kévin Miquel        | 46  |

### Femmes
| # | Date     | Lieu             | Vainqueur          | Deuxième           | Troisième           | Leader du général  |
| - | -------- | ---------------- | ------------------ | ------------------ | ------------------- | ------------------ |
| 1 | 25 avril | Cairns           | Alexandra Engen    | Jenny Rissveds     | Jolanda Neff        | Alexandra Engen    |
| 2 | 24 mai   | Nove Mesto       | Alexandra Engen    | Kathrin Stirnemann | Ingrid Bøe Jacobsen | Alexandra Engen    |
| 3 | 31 mai   | Albstadt         | Kathrin Stirnemann | Alexandra Engen    | Linda Indergand     | Alexandra Engen    |
| 4 | 2 août   | Mont-Sainte-Anne | Kathrin Stirnemann | Jenny Rissveds     | Lisa Mitterbauer    | Kathrin Stirnemann |
| 5 | 9 août   | Windham          | Jenny Rissveds     | Kathrin Stirnemann | Cindy Montambault   | Kathrin Stirnemann |
| 6 | 23 août  | Méribel          | Linda Indergand    | Kathrin Stirnemann | Ingrid Bøe Jacobsen | Kathrin Stirnemann |

| Pos | Coureuse                 | Pts |
| --- | ------------------------ | --- |
| 1.  | Kathrin Stirnemann       | 265 |
| 2.  | Jenny Rissveds           | 185 |
| 3.  | Alexandra Engen          | 160 |
| 4.  | Ingrid Bøe Jacobsen      | 98  |
| 5.  | Linda Indergand          | 90  |
| 6.  | Lisa Mitterbauer         | 76  |
| 7.  | Kate Courtney            | 64  |
| 8.  | Andreane Lanthier-Nadeau | 55  |
| 9.  | Eva Lechner              | 52  |
| 10. | Anne Terpstra            | 51  |